# ハイデラバード県 (インド)

ハイデラバード県の位置

ハイデラバード県（英語: Hyderabad district）は、インドのテランガーナ州にある県で、県庁所在地はハイデラバードである。
ハイデラバードおよびその双子都市シカンダラーバードがある。ハイデラバードはテランガーナ州の政治、商工業、交通の要衝であり、テランガーナが2014年まで長らくアーンドラ・プラデーシュ州の地方であった経緯から、アーンドラ・プラデーシュの州都も兼ねる。